# Macrocoxodesmus marcusi
Macrocoxodesmus marcusi är en mångfotingart som beskrevs av Christoph D. Schubart 1947. Macrocoxodesmus marcusi ingår i släktet Macrocoxodesmus, och familjen Chelodesmidae. Inga underarter finns listade i Catalogue of Life.